# Miss Monique
Miss Monique es una productora musical y una DJ ucraniana. Miss Monique, cuyo nombre real es Alessja Arkuscha (en ucraniano: Алеся Аркуша; nacida el 5 de mayo de 1992).

## Historia
Miss Monique obtuvo su fama a través de sus pódcast Mind Games y MiMo Weekly. Miss Monique toca en muchos de los principales festivales de música de baile electrónica de todo el Mundo y es una de las DJ de house progresivo más populares. Sus vídeos de YouTube suelen alcanzar millones de visitas. En diciembre de 2021, Beatport la seleccionó como artista del mes. Lo que la distingue es su cabello, que siempre está teñido de verde.

## Estilo musical
Miss Monique fundó en 2019 el sello discográfico Siona Records, en el que publica su música y producciones de otros artistas. Su estilo se puede clasificar entre house progresivo y techno. 

## Discografía

### EP
2020: Silent, con Pavel Khavleev, Siona Records.
2020: Raindrop, Siona Records.
2021: Land of sunshine, Purified Records.
2023: Molfar, Siona Records.

### Sencillos
2021: Train of thought, Siona Records
2021: Rider, con Pavel Khaveleev, Black Hole Recordings.